# 德伦特省
德伦特省（荷蘭語：provincie Drenthe）是位于荷兰东北部的一个省，它东邻德国、南與上艾瑟爾省接壤、西接弗里斯兰省、北靠格罗宁根省，首府阿森，2005年人口483,173人。

## 歷史
德倫特，不同於其他省份，一直是人口稀少的農業地帶。荷蘭其他地區未將這裡視為與其他地方一樣的「領土」，而是「荒地」。這片「荒地」從史前時代就有人定居，雖然人數不多。最明顯的證據是在約前3500年左右建造的支石墓。荷蘭54座支石墓中有53座在德倫特省，其中大部分集中在德倫特東北部。第一次提到德倫特的文件是在820年，稱為「Pago Treanth」（意為“德倫特行政區”）。另外在德倫特檔案館中，1024年至1025年間的文件也曾提到「德倫特郡」。
在經歷烏得勒支主教長期的管轄之後，德倫特在16世紀成為查理五世的控制範圍。在七省聯合共和國成立之後，德倫特成為共和國一部分，但一直到1796年1月1日才獲得省的地位。
二戰爆發後不久，荷蘭政府在韦斯特博克（Westerbork）附近建立了一座營區以容納德國（猶太）難民。諷刺的是，德軍在二戰期間將營區作為集中營（命名為韦斯特博克集中营）。許多荷蘭猶太人、辛提人（Sinti）、羅姆人、反抗的戰士和政治對手都監禁于此，之後再移送至德國和波蘭境內的集中營。安妮·弗兰克就是坐上韦斯特博克的末班車離開荷蘭。

## 政治
省議會（Provinciale Staten）為居民選舉選出，目前有41席，主席則由國王（女王）專員擔任。國王專員是國王和荷蘭內閣所指派。荷蘭工黨為德倫特省議會第一大黨，擁有13席。省的日常事務由「執行委員會」（Gedeputeerde Staten），同樣由國王專員擔任主席。

## 市镇
由於1990年代的重組，德倫特省的市鎮數目減少至12個。因此現在多數市鎮是由數個城鎮和村莊所組成：
| 1. 阿和欣泽（Aa en Hunze） 2. 阿森（Assen） 3. 博赫尔-奥多伦（Borger-Odoorn） 4. 库福尔登（Coevorden） 5. 埃门（Emmen） 6. 霍赫芬（Hoogeveen） | 1. 梅珀尔（Meppel） 2. 中德伦特（Midden-Drenthe） 3. 诺登费尔德（Noordenveld） 4. 蒂纳洛（Tynaarlo） 5. 韦斯特费尔德（Westerveld） 6. 德沃尔登（De Wolden） |  |

## 經濟
農業是德倫特省的重要產業，工業區大多設立在城市周邊。該地的恬靜也吸引了越來越多的遊客。
德倫特以荷蘭的「單車省」而聞名。境內有數百公里的單車道，穿越了森林、荒原，或沿著運河，而沿路的許多城鎮或鄉村則提供茶點。

## 方言
德倫特有著獨有的荷語方言德倫特語，但各個村落都有些許差異。所有方言都屬於下薩克森語系。

## 外部連結
- 官方網站 （页面存档备份，存于）
- Drentse Fietsvierdaagse （页面存档备份，存于），荷蘭最有名的單車活動「Fietsvierdaagse」。